# Dendrophthora tenuiflora
Dendrophthora tenuiflora är en sandelträdsväxtart som först beskrevs av Steyermark & Maguire, och fick sitt nu gällande namn av J. Kuijt. Dendrophthora tenuiflora ingår i släktet Dendrophthora och familjen sandelträdsväxter. Inga underarter finns listade i Catalogue of Life.